# Дело Коби Брайанта о сексуальном насилии
Дело о сексуальном насилии Коби Брайанта началось в июле 2003 года, когда средства массовой информации сообщили, что в городе Игл, штат Колорадо, арестовали профессионального баскетболиста Коби Брайанта в связи с расследованием по жалобе об изнасиловании, поданной 19-летней девушкой, сотрудницей отеля. 30 июня Брайант поселился в отеле «The Lodge and Spa at Cordiller» в Эдвардсе, штат Колорадо, так как у него была назначена хирургическая операция на 2 июля у Ричарда Стедмана. Девушка обвинила Брайанта в изнасиловании, произведённым Коби в его гостиничном номере 1 июля. Она подала заявление в полицию, и следователи допросили Брайанта, а также спросили о кровоподтеках на шее девушки. Брайант признался в сексуальной близости со своим обвинителем, но отрицал обвинение в изнасиловании, настаивая на том, что сексуальный акт был по согласию. Дело было прекращено после того, как девушка отказалась давать показания по делу. Позже девушка подала против Брайанта отдельный гражданский иск. Это было урегулировано вне суда, и Брайант публично извинился перед обвинявшей его девушкой, хотя и не признал своей вины.

## Арест
Следователи округа Игл впервые предъявили Брайанту обвинение в сексуальном насилии 2 июля. Во время беседы со следователями в июле 2003 года Брайант первоначально сказал следователям, что у него не было половых контактов с 19-летней девушкой, которая работала в отеле, где он остановился. Когда полицейские сказали Брайанту, что девушка прошла следственную проверку, которая предоставила улики, например, сперма на вещах девушки была идентифицирована, как сперма Брайанта. После чего Брайант признался, что имел с ней половой акт, но заявил, что он был по согласию. Когда его спросили о кровоподтеках на шее девушки, Брайант признался, что «душил» ее во время секса, заявив, что он держал ее во время секса «сзади» и «вокруг ее шеи», что удушение во время секса было его фетишем и что у него был безопасный способ удушения сексуального партнера (не его жены) во время сексуальных контактов с другими девушками. Когда его спросили, как сильно он держался за её шею, Брайант сказал: «Мои руки сильные. Я не знаю». Брайант заявил, что он согласился на секс из-за намеков и «языка тела» девушки.
Сотрудники правоохранительных органов изъяли улики у Брайанта, и он согласился пройти проверку на изнасилование и добровольный тест на детекторе лжи . 4 июля шериф Джо Хой выдал ордер на арест Брайанта. В тот же день Брайант вылетел из Лос-Анджелеса обратно в Игл, штат Колорадо, чтобы добровольно сдаться полиции. После чего, он был освобожден под залог в 25 000 долларов, но новости об аресте стали известны через два дня после этого. 18 июля окружной прокурор округа Игл подал против Брайанта официальное обвинение в сексуальном насилии. После чего, Брайант провел пресс-конференцию, на которой он категорически отрицал, что изнасиловал девушку. Он признался, что изменил с ней, но настаивал, что это было по обоюдному согласию.

## Уголовное дело
В декабре 2003 года были проведены предварительные слушания для рассмотрения ходатайств о допустимости доказательств. Выяснилось, что на проверку изнасилования пострадавшая девушка принесла трусы, на которой была сперма и лобковые волосы другого мужчины. Защита Брайанта заявила, что результаты проверки дали неопровержимые доказательства невиновности, потому что данная девушка, по их мнению, имела другой сексуальный акт сразу после преступления. Девушка рассказала следователям, что по ошибке вытащила грязное белье из корзины для белья, когда вышла из дома на проверку. В тот день, когда ее осматривали, она сказала, что не принимала душ с утра инцидента. Экспертиза обнаружила признаки травмы влагалища, которая, по мнению адвокатов Брайанта, соответствовала сексуальным контактам с несколькими партнерами в течение двух дней.
В вещественные доказательства, обнаруженные полицией, входила футболка, которую Брайант носил той ночью, на которой были три небольших пятна крови девушки. Пятно было проверено с помощью анализа ДНК и, вероятно, не было менструальной кровью, потому что девушка сказала, что у нее был месячные две недели назад. Выяснилось, что Брайант наклонял женщину над стулом во время того секса, что якобы вызвало бы кровотечение. Детали этого полового акта недостоверны, поскольку девушка утверждает, что она сказала Брайанту прекратить, но он этого не сделал, а Брайант утверждает, что прекратил заниматься сексом после того, как спросил, может ли он эякулировать на её лице.
Трина Маккей, ночной вахтер отеля, сказала, что видела девушку, когда она уходила домой, и «она не выглядела и не жаловалась так, как будто возникла какая-либо проблема». Тем не менее, Бобби Пьетрак, школьный друг девушки и работник гостиницы, сказал, что она выглядела очень расстроенной, и «сказала ему, что Коби Брайант принудил её к сексу».
За несколько недель до начала судебного разбирательства пострадавшая написала письмо государственному следователю Джерри Сэндбергу, разъяснив некоторые детали её первого допроса полицией Колорадо. Она написала: «Я сказала детективу Винтерсу, что в то утро, когда я уезжала, у меня были проблемы с машиной. Это была не правда. Когда я в тот день позвонила поздно на работу, я просто проспала. Я сказала детективу Уинтерсу, что мистер Брайант заставил меня остаться в комнате и умыться. Меня держали против моей воли в запертой комнате, но меня не заставляли умываться. Я не умывалась в запертом номере. Вместо этого я остановилась у зеркала перед лифтом, чтобы вымыть лицо. Я очень разочарована в себе и также сильно извиняюсь перед любым введенным в заблуждение этой информацией. Я говорю то, что говорю, лишь потому что чувствую, что детектив Уинтерс не верит в то, что случилось со мной».
Адвокат Брайанта, Памела Макки, утверждала, что пострадавшая девушка принимала препарат для лечения шизофрении во время инцидента. Линдси МакКинни, которая жила с потерпевшей, сказала, что девушка дважды пыталась покончить с собой в школе передозировкой снотворного. Также, что пострадавшая была начинающей певицей, и перед предполагаемым инцидентом пыталась попасть на телешоу American Idol с песней «Forgive» Ребекки Линн Ховард, но не смогла пройти отборочные этапы.
1 сентября 2004 года окружной судья округа Игл Терри Ракригл отклонил обвинения против Брайанта после того, как прокуроры потратили более 200 000 долларов на подготовку к суду, а также потому что обвинявшая его девушка сообщила, что не желает давать показания в суде против Брайанта.

В тот же день, когда уголовное дело было прекращено, Брайант сделал следующее заявление через своего адвоката: 

Во-первых, я хочу извиниться непосредственно перед молодой женщиной, замешанной в этом преступлении. Я хочу извиниться перед ней за свое поведение в тот вечер и за последствия, которые она пережила в прошлом году. Хотя этот год был невероятно трудным для меня лично, я могу только представить, какую боль ей пришлось пережить. Я также хочу извиниться перед ее родителями и членами семьи, а также перед моей семьей, друзьями и сторонниками, а также перед жителями города Игл, штат Колорадо. 
Я также хочу дать понять, что не ставлю под сомнение мотивы этой молодой женщины. Этой женщине не было выплачено никаких денег. Она согласилась, что это заявление не будет использовано против меня в гражданском деле. Хотя я искренне верю, что эта встреча между нами произошла по обоюдному согласию, теперь я понимаю, что она не рассматривала и не рассматривает этот инцидент так же, как я. После нескольких месяцев изучения обнаруженной находки, выслушивания ее адвоката и даже личных показаний я теперь понимаю, что она чувствует, когда не соглашается на эту встречу.

Я делаю это заявление сегодня, полностью осознавая, что хотя одна часть этого дела заканчивается сегодня, другая остается. Я понимаю, что гражданское дело против меня будет продолжено. Эта часть этого дела будет решаться сторонами, непосредственно участвующими в инциденте, и между ними больше не будет финансовой или эмоциональной утечки для граждан штата Колорадо.
I also want to make it clear that I do not question the motives of this young woman. No money has been paid to this woman. She has agreed that this statement will not be used against me in the civil case. Although I truly believe this encounter between us was consensual, I recognize now that she did not and does not view this incident the same way I did. After months of reviewing discovery, listening to her attorney, and even her testimony in person, I now understand how she feels that she did not consent to this encounter.

## Гражданский иск
В августе 2004 года пострадавшая девушка подала гражданский иск против Брайанта по поводу преступления. В марте 2005 года обе стороны урегулировали этот иск. Условия урегулирования не были обнародованы. Газета Los Angeles Times сообщила, что, по оценкам юристов, сумма урегулирования составила более 2,5 миллионов долларов.

## После судебного разбирательства
Спустя восемь месяцев после случившегося инцидента, в гостинице «The Lodge and Spa at Cordiller» сделали ремонт и продали часть мебели. Было предположение СМИ, что некоторые проданные предметы были из «Комнаты 35», где предположительно и произошло преступление Коби Брайанта. Однако, администрация гостиницы отрицала это и утверждала, что заменила мебель из этой комнаты отдельно от продажи мебели из других номеров. Гостиница была продана в 2019 году и в настоящее время является наркологической клиникой.
После обвинений и судебных разбирательств, Брайант подписал семилетний контракт на сумму 136 миллионов долларов с его баскетбольной командой, а также оформил несколько рекламных контрактов с такими компаниями, как Nike, Spalding и Coca-Cola, хотя контракты с такими брендами, как Nutella и McDonald’s, компании не стали продлевать.
Он был назван самым ценным игроком НБА в 2008 году и самым ценным игроком финала в 2009 и 2010 годах.